# Christophe Lucquiaud
Pas d'image ? Cliquez ici

a Compétitions nationales et continentales officielles uniquement.

b Matchs officiels uniquement.
Christophe Lucquiaud, né le 14 septembre 1969 à Saintes, est un joueur français de rugby à XV. Avec 1,78 m pour 77 kg, son poste de prédilection est celui d'ailier.

## Biographie
Formé à Cognac, il est international junior et militaire.
Il soulève le Bouclier de Brennus avec le Castres olympique en 1993 contre le FC Grenoble au Parc des Princes à Paris dans une finale rendue polémique par des erreurs d'arbitrage en défaveur des Grenoblois, battus 14-11,. Auréolé de son titre de champion de France avec Castres, il perd une semaine plus tard la finale du Challenge Yves du Manoir contre le Stade toulousain (8-13).
Toujours avec Castres, il dispute deux ans plus tard une autre finale du championnat de France face au Stade toulousain perdue (16-31).
Puis, il signe à Brive où il dispute sa troisième finale de championnat de France, toujours face au Stade toulousain. Toutefois, Christophe Lucquiaud gagne le Challenge Yves du Manoir contre la Section Paloise.
Il retourne ensuite au Castres olympique mais est alors peu utilisé par les entraîneurs qui lui préfère Philippe Escalle, Philippe Garrigues et le jeune Olivier Sarraméa. Il part alors pour le SC Albi avec qui il réussit à monter en Pro D2.

## Carrière

### Joueur
- 1988-1991 : US Cognac
- 1991-1995 : Castres olympique
- 1995-1996 : CA Brive
- 1996-1999 : Castres olympique
- 1999-2004 : SC Albi
- 2004-2005 : UA Gaillac
- 2005-2006 : SC Mazamet

### Entraineur
- 2006-2007 : UA Gaillac, entraineur adjoint (de Alain Gaillard).
- 2009-2010 : SC Mazamet (avec Alain Gaillard comme adjoint jusqu'en janvier 2010).
- 2013-2015: SC Mazamet[3]

## Palmarès
Avec le Castres olympique
- Championnat de France de première division :
  - Champion (1) : 1993
  - Vice-champion (1) : 1995
- Challenge Yves du Manoir :
  - Finaliste (1) : 1993

Avec le CA Brive
- Championnat de France de première division :
  - Vice-champion (1) : 1996
- Challenge Yves du Manoir :
  - Vainqueur (1) : 1996